# エドワード・ヒックス

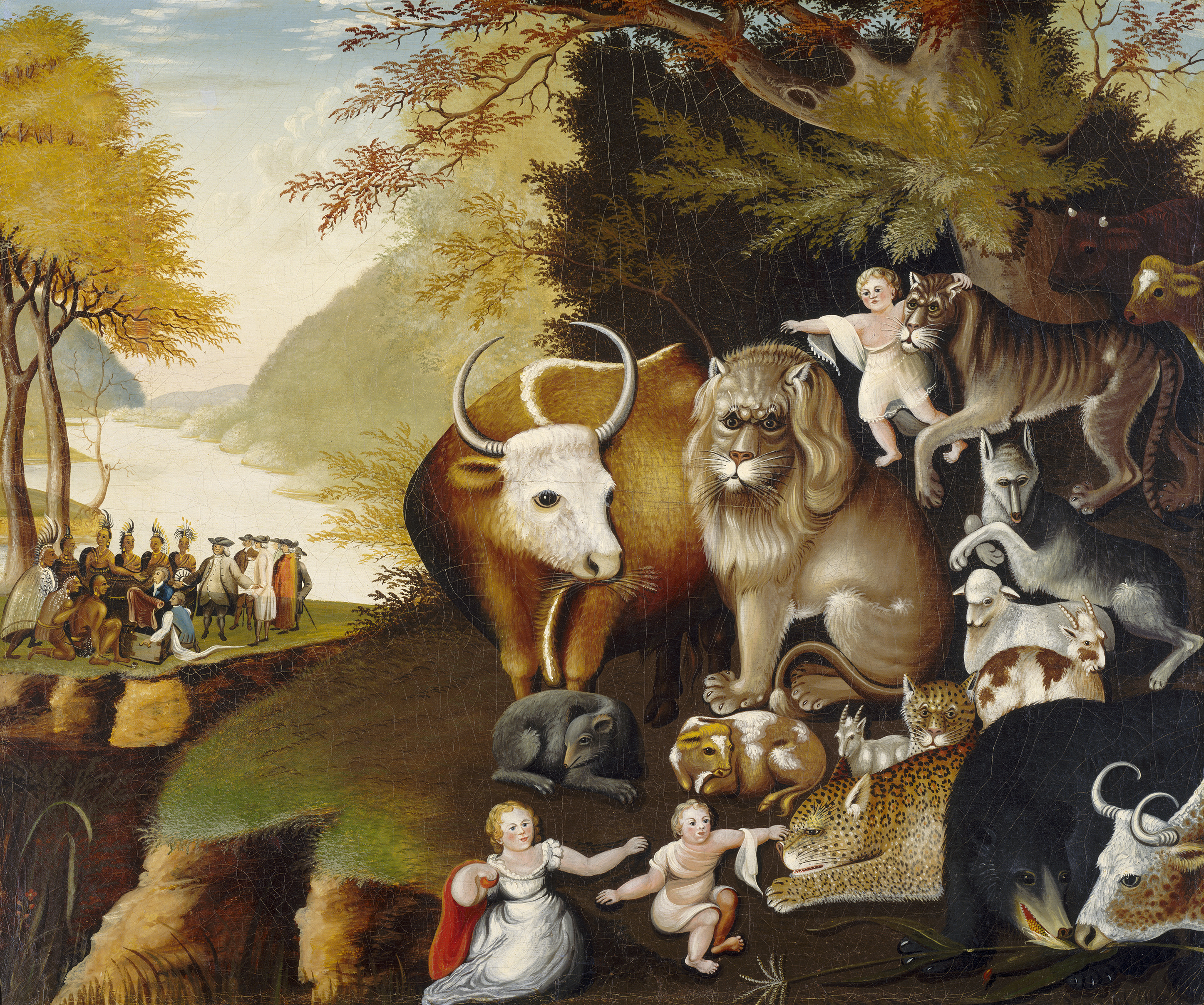
エドワード・ヒックス『平和な王国』(1834年頃)

エドワード・ヒックス（Edward Hicks、1780年4月4日 - 1849年8月23日）は、アメリカのフォーク・アート画家、敬虔なクエーカー教徒（キリスト友会のメンバー）。

## 生涯と作品
ヒックスはペンシルベニア州バックス郡で生まれた。彼の最も有名な絵はおよそ62のヴァージョンが現存する『平和の王国』で、それはイザヤ書第11章にある「狼さえも子羊と住まい、豹は子供の横に伏し、子牛、若き獅子、肥畜も集い、幼き子が彼らを導く」という句を描いたものである。さらにその絵の多くは、その背景に、ペンシルベニア州創設の時のウィリアム・ペンとレナペ族との間に結ばれた有名な協約を表現している。
幼くして母親を亡くしたヒックスを育てた一家はクェーカー教徒だった。彼も進んで宗教に帰依し、巡回伝道者となった。
ヒックスは最初、車製造者の見習いをやった。そこで彼は車を飾る絵の描き方を習った。後に彼は独立して、家具などの装飾業を始めた。
ヒックスのクェーカー信仰は、時々、画家としての彼の活動と衝突した。事実、彼は「俗世間」と関わったとして批判されもした。1度、絵をやめたこともあった。だが、彼は信仰と絵の仕事を両立させる道を見いだした。それはクェーカーの教義をさまざまな見地から絵に描くことであった。たとえば『平和の王国』が友会徒の「平和の証言」の反映であるように。彼はこのテーマで少なくとも62枚の絵を描いた。その違いは1820年代後半の友会内部で起きた劇的事件とその結果を反映させた結果であった。
ヒックスの他のテーマは、ペンシルベニアで起きた歴史的事件、農場生活、そして聖書の物語がある。
奴隷制には反対だったが、政治的な奴隷制度廃止論や、同じことをする他のクェーカーを支援することは断り続けた。ヒックスはニュータウン・マンスリー・ミーティングのメンバーで、死んだ時はその墓地に埋葬された。彼の家はバックス群のニュータウンの、ミーティングの地所の隣にあって、歴史的名所となっている。彼の伝記『Memoirs of the Life and Religious Labors of Carly』は彼の死後1851年に出版されたが、彼の絵については必要最小限のことしか書かれていない。

## ギャラリー

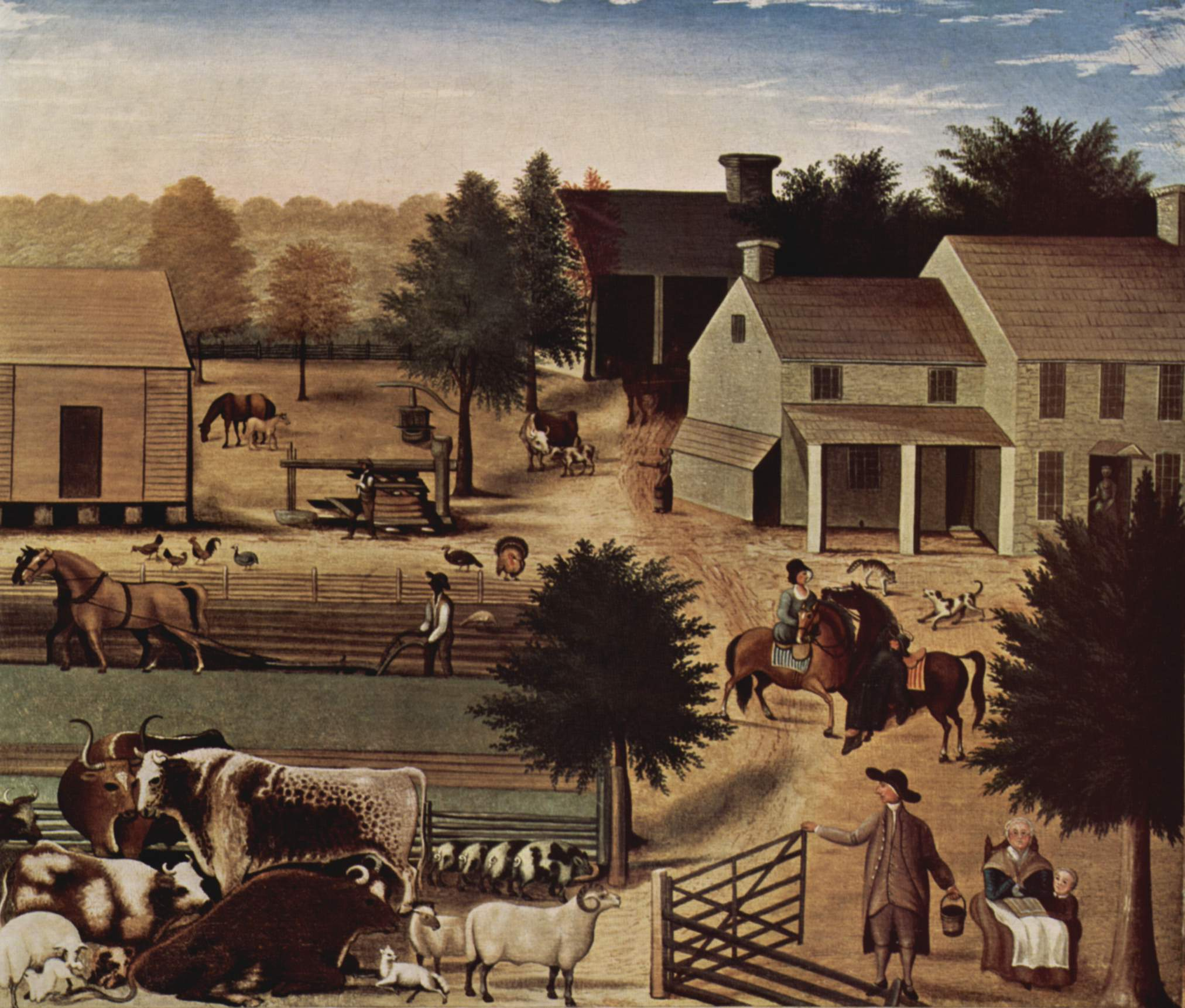
『デヴィッド・トワイニング邸』(1845年 - 1848年)
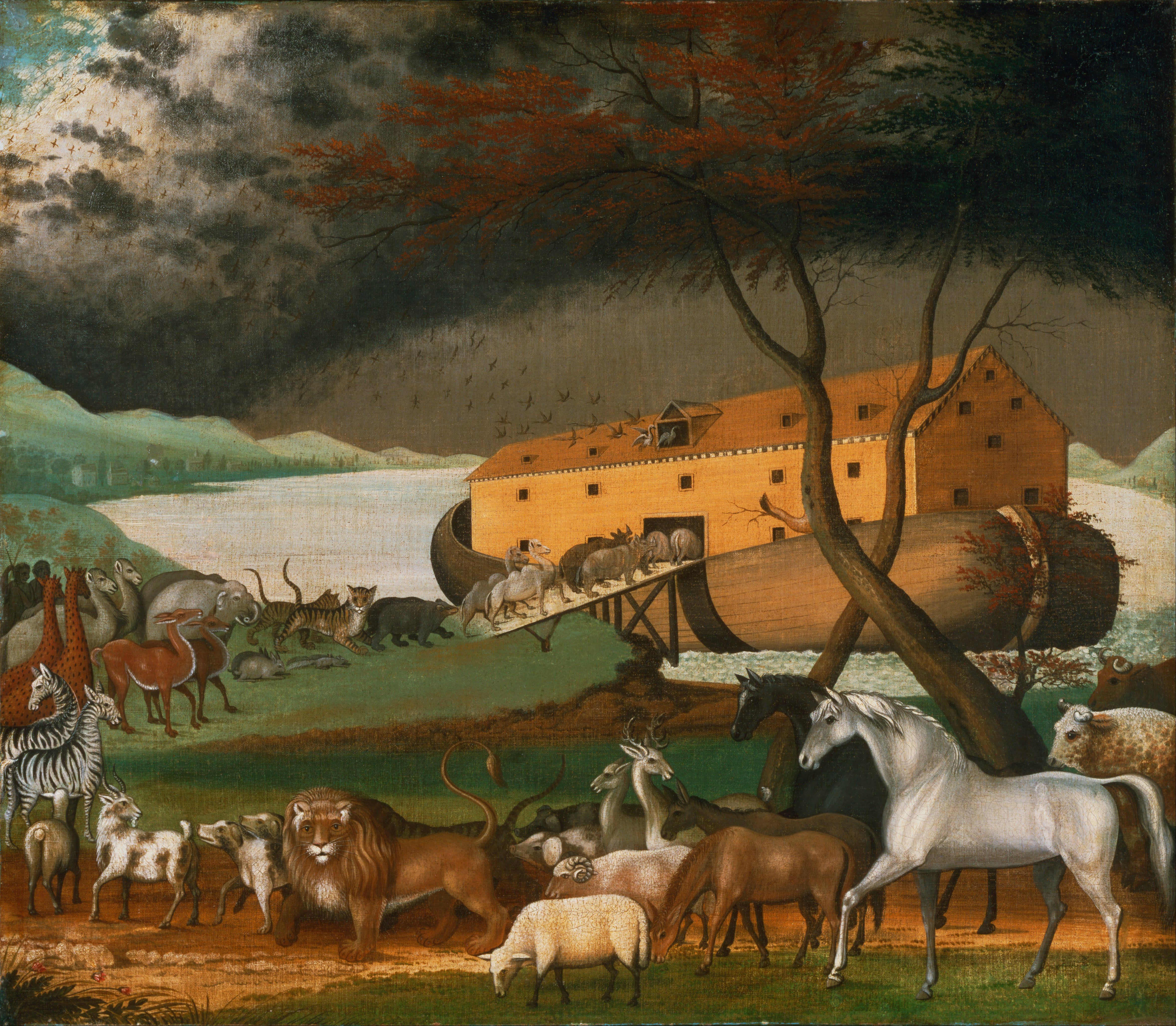
『ノアの箱船』(1846年)
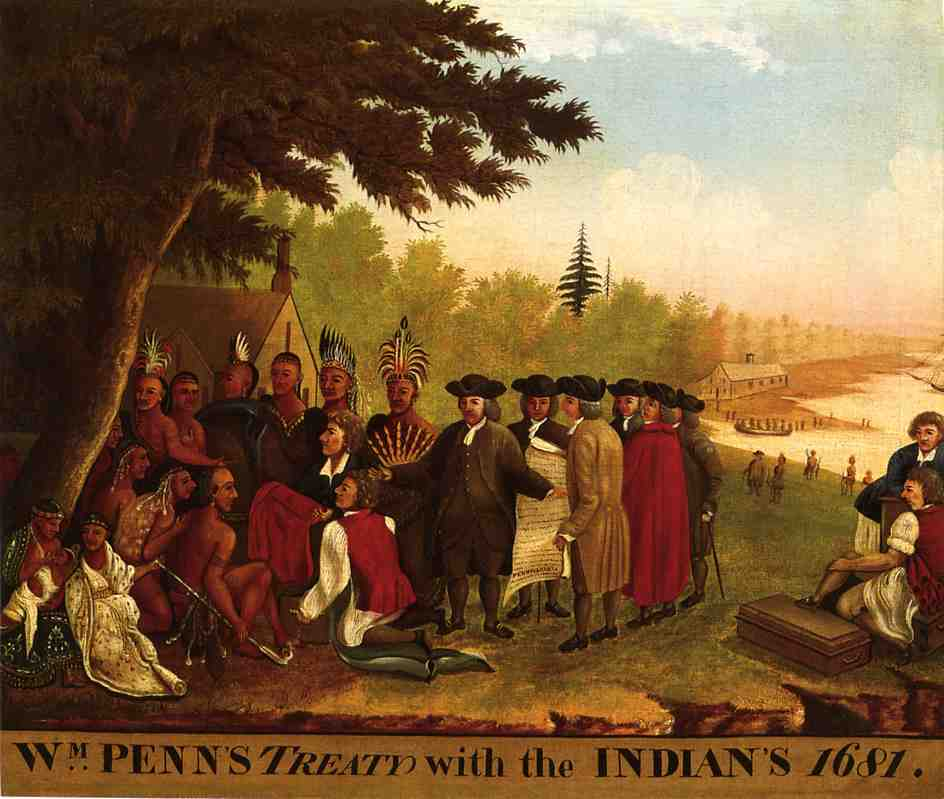
『ペンの協約』(1847年)
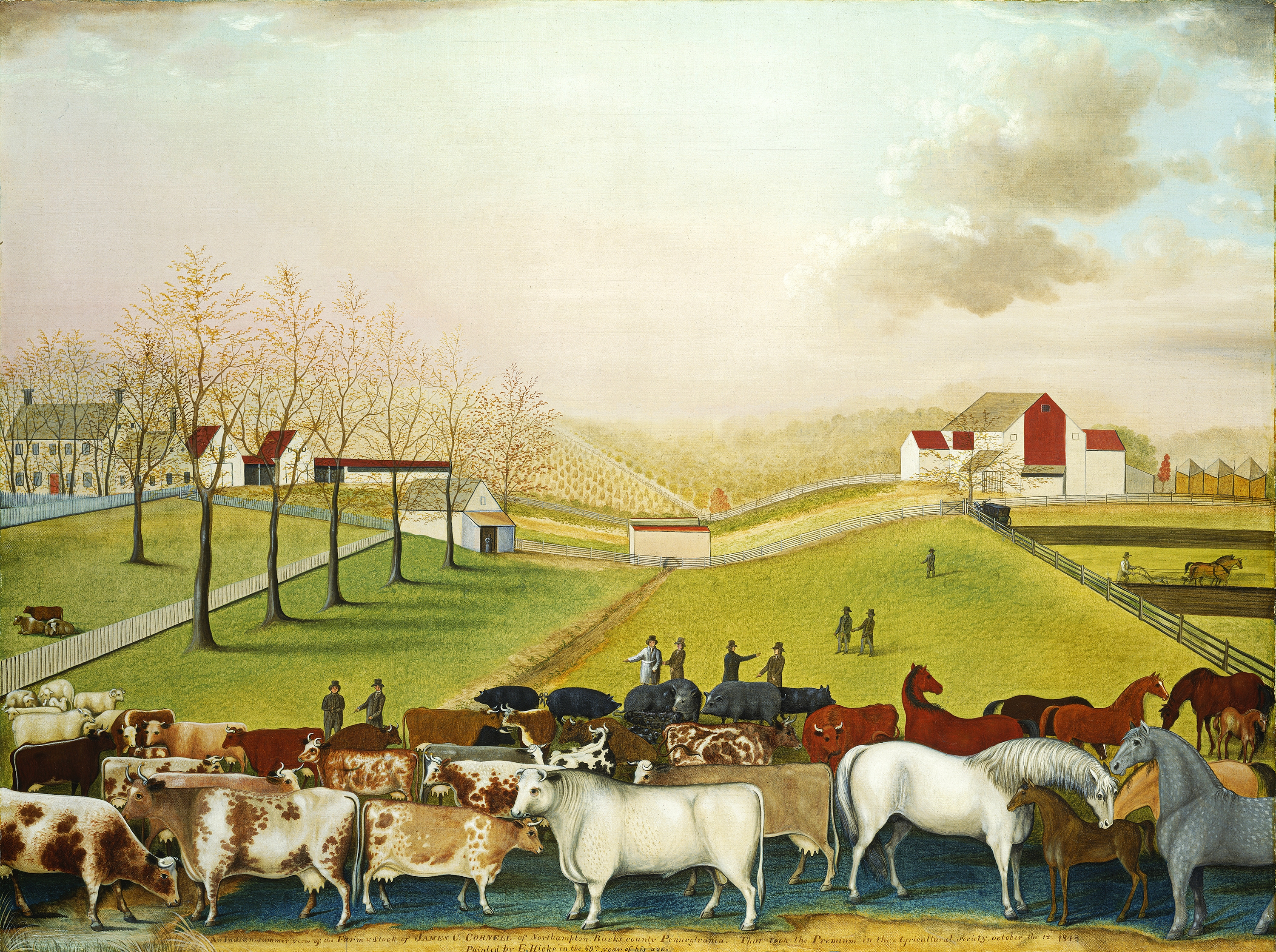
『コーネル農場』(1848年)

## 代表作の展示場所
- ニューヨーク、アメリカン・フォーク・アート美術館
  - 平和の王国 The Peaceable Kingdom （1846年 - 1848年）
  - デヴィッド・トワイニング邸1785 The Residence of David Twining 1785. （1846年）
- ウースター (マサチューセッツ州)ウォーセスター美術館
  - 平和の王国 The Peaceable Kingdom （1833年頃）
- ニューヨーク、メトロポリタン美術館
  - ナイアガラの滝 The Falls of Niagara （1825年）
  - 平和の王国 The Peaceable Kingdom （1830年 - 1832年以降）
- ヒューストン、ヒューストン美術館
  - インディアンたちとのペンの協約 Penn's Treaty With the Indians （1830年頃 - 1840年）
- フィラデルフィア、フィラデルフィア美術館
  - ノアの箱船 Noah's Ark （1846年）
  - 平和の王国 The Peaceable Kingdom （1844年頃 - 1846年）
- ニューアーク (ニュージャージー州)ニューアーク美術館
  - ウィリアム・ペンの墓 Grave of William Penn （1847年）
- ワシントンD.C.、ナショナル・ギャラリー
  - コーネル農場 The Cornell Farm （1848年）
  - ウィリアム・ペンの墓 The Grave of William Penn （1847年頃 - 1848年）
  - コロンブスの上陸 The Landing of Columbus （1837年）
  - 平和の王国 The Peaceable Kingdom （1834年頃）
  - インディアンたちとのペンの協約 Penn's Treaty With the Indians （1840年頃 - 1844年）
  - 子供の肖像 Portrait of a Child （1840年頃）
- アラバマ州モンゴメリー、モンゴメリー美術館
  - 平和の王国 The Peacable Kingdom （1830年 - 1832年）